# Amanda Sørensen
Amanda Sørensen (født 18. november 1985) er dansk BMX-rytter. Hun kører for Skanderborg BMX klub, og blev nummer seks ved VM-semifinalen i 2008 og deltog i sommer-OL 2008 i Beijing i Kina.